# Quando Mundos Colidem
Quando Mundos Colidem (no original: Worlds Collide) é um crossover de histórias em quadrinhos apresentado em julho de 1994 nos títulos da Milestone Comics e nos títulos relacionados ao Superman publicados pela DC Comics. Um título one-shot com o mesmo nome foi escrito por Dwayne McDuffie, Ivan Velez Jr. e Robert Washington.
No Brasil, o arco de histórias de 14 partes foi publicado pela editora Abril (Abril Jovem) entre agosto de 1995 e janeiro de 1996 na revista Superboy.

## Histórico da publicação
No verão de 1994 (EUA: verão do Hemisfério Norte), a DC Comics e a Milestone Media (selo da DC com heróis negros) publicaram um crossover entre o Universo DC e o Milestone chamado Quando Mundos Colidem (Worlds Collide, no original). Ele apresentou um encontro entre os super-heróis de Metrópolis  do Universo DC e super-heróis de Dakota do "Dakotaverso" (Universo Milestone).
O arco de histórias foi dividido da seguinte forma:
- Parte 1 - Superman: The Man of Steel #35
- Parte 2 - Hardware #17
- Parte 3 - Superboy #6
- Parte 4 - Icon #15
- Parte 5 - Steel #6
- Parte 6 - Blood Syndicate #16
- Parte 7 - Worlds Collide #1
- Parte 8 - Superboy #7
- Parte 9 - Hardware #18
- Parte 10 - Superman: The Man of Steel #36
- Parte 11 - Icon #16
- Parte 12 - Steel #7
- Parte 13 - Blood Syndicate #17
- Parte 14 - Static #14

## Publicação

### Estados Unidos
| PUBLICAÇÃO | TÍTULO                         | ROTEIRO                                                  | DESENHOS                                                                     | ARTE FINAL                                                        | CORES                                                                   | LETRAS                      |
| ---------- | ------------------------------ | -------------------------------------------------------- | ---------------------------------------------------------------------------- | ----------------------------------------------------------------- | ----------------------------------------------------------------------- | --------------------------- |
| JUL 1994   | Superman: Man of Steel #35     | Louise Simonson                                          | Jon Bogdanove                                                                | Dennis Janke                                                      | Glenn Whitmore                                                          | Ken Lopez                   |
| JUL 1994   | Hardware #17                   | Dwayne McDuffie                                          | Denys Cowan Joe Brozowski                                                    | Prentis Rollins Joe Brozowski                                     | Jason Scott Jones Andrew Burrell                                        | Steve Dutro                 |
| JUL 1994   | Superboy #6                    | Karl Kesel Steve Mattsson                                | Tom Grummett                                                                 | Doug Hazlewood Dennis Janke                                       | Tom McCraw                                                              | Richard Starkings Comicraft |
| JUL 1994   | Icon #15                       | Dwayne McDuffie                                          | Mark Bright                                                                  | Mike Gustovich                                                    | James Brown                                                             | Steve Dutro                 |
| JUL 1994   | Steel #6                       | Louise Simonson                                          | Chris Batista                                                                | Rich Faber                                                        | Gina Going                                                              | Pat Brosseau                |
| JUL 1994   | Blood Syndicate #16            | Ivan Velez, Jr.                                          | ChrisCross                                                                   | Rober Quijano                                                     | Michelle Wrightson                                                      | Steve Dutro                 |
| AGO 1994   | Worlds Collide #1              | Robert L. Washington III Dwayne McDuffie Ivan Velez, Jr. | John Paul Leon ChrisCross Mark Bright Chris Batista Tom Grummett Denys Cowan | Rober Quijano Bobby Rae Art Nichols Romeo Tanghal Prentis Rollins | Noelle Giddings James Brown Andrew Burrell David Montoya John Cebollero | Joseph Daniello             |
| AGO 1994   | Superboy #7                    | Karl Kesel                                               | Tom Grummett                                                                 | Doug Hazlewood                                                    | Tom McCraw                                                              | Richard Starkings Comicraft |
| AGO 1994   | Hardware #18                   | Dwayne McDuffie                                          | Denys Cowan                                                                  | Prentis Rollins                                                   | Jason Scott Jones                                                       | Steve Dutro                 |
| AGO 1994   | Superman: The Man of Steel #36 | Louise Simonson                                          | Jon Bogdanove                                                                | Dennis Janke                                                      | Glenn Whitmore                                                          | Albert DeGuzman             |
| AGO 1994   | Icon #16                       | Dwayne McDuffie                                          | Mark Bright                                                                  | Mike Gustovich                                                    | James Brown                                                             | Steve Dutro                 |
| AGO 1994   | Steel #7                       | Louise Simonson                                          | Chris Batista Humberto Ramos                                                 | Rich Faber Stan Woch                                              | Gina Going                                                              | Pat Brosseau                |
| AGO 1994   | Blood Syndicate #17            | Ivan Velez, Jr.                                          | ChrisCross                                                                   | Rober Quijano                                                     | Michelle Wrightson                                                      | Steve Dutro                 |
| AGO 1994   | Static #14                     | Dwayne McDuffie                                          | Denys Cowan                                                                  | Prentis Rollins                                                   | Jason Scott Jones David Montoya                                         | Joseph Daniello             |

### Brasil
| EDITORA     | PUBLICAÇÃO | REVISTA                     | HISTÓRIAS ORIGINAIS            |
| ----------- | ---------- | --------------------------- | ------------------------------ |
| ABRIL JOVEM | AGO 1995   | Superboy - 1ª Série - n° 9  | Superman: Man of Steel #35     |
| ABRIL JOVEM | AGO 1995   | Superboy - 1ª Série - n° 9  | Hardware #17                   |
| ABRIL JOVEM | AGO 1995   | Superboy - 1ª Série - n° 9  | Superboy #6                    |
| ABRIL JOVEM | SET 1995   | Superboy - 1ª Série - n° 10 | Icon #15                       |
| ABRIL JOVEM | SET 1995   | Superboy - 1ª Série - n° 10 | Steel #6                       |
| ABRIL JOVEM | SET 1995   | Superboy - 1ª Série - n° 10 | Blood Syndicate #16            |
| ABRIL JOVEM | OUT 1995   | Superboy - 1ª Série - n° 11 | Worlds Collide #1              |
| ABRIL JOVEM | NOV 1995   | Superboy - 1ª Série - n° 12 | Superboy #7                    |
| ABRIL JOVEM | NOV 1995   | Superboy - 1ª Série - n° 12 | Hardware #18                   |
| ABRIL JOVEM | NOV 1995   | Superboy - 1ª Série - n° 12 | Superman: The Man of Steel #36 |
| ABRIL JOVEM | DEZ 1995   | Superboy - 1ª Série - n° 13 | Icon #16                       |
| ABRIL JOVEM | DEZ 1995   | Superboy - 1ª Série - n° 13 | Steel #7                       |
| ABRIL JOVEM | JAN 1996   | Superboy - 1ª Série - n° 14 | Blood Syndicate #17            |
| ABRIL JOVEM | JAN 1996   | Superboy - 1ª Série - n° 14 | Static #14                     |